# Sybra mastersi
Sybra mastersi là một loài bọ cánh cứng trong họ Cerambycidae.